# Олександр I
Олекса́ндр І Па́влович Гольштейн-Готторп-Романов  (12 (23) грудня 1777, Санкт-Петербург — 19 листопада (1 грудня) 1825, Таганрог) — російський імператор з 1801 року. Старший син імператора Павла I та Марії Федорівни. Був прозваний «Благословенний»
В останні роки життя нерідко казав про намір зректися престолу і «віддалитися від світу», що після його несподіваної смерті в Таганрозі породило легенду про «старця Федора Кузьмича». Згідно з цією легендою, в Таганрозі помер і був потім похований не Олександр, а його двійник, у той час як імператор іще довго жив старцем-відлюдником у Сибіру і помер у Томську у 1864 році.

## Родовід
|  |                                                               |  |  |  |  |  |  |  |  |  |  |  |  |  |  |  |
|  | Фрідріх_IV_(герцог_Гольштейн-Готторп)                         |  |  |  |  |  |  |  |  |  |  |  |  |  |  |  |
|  |                                                               |  |  |  |  |  |  |  |  |  |  |  |  |  |  |  |
|  |                                                               |  |  |  |  |  |  |  |  |  |  |  |  |  |  |  |
|  | Карл Фрідріх (герцог Гольштейн-Готторп)                       |  |  |  |  |  |  |  |  |  |  |  |  |  |  |  |
|  |                                                               |  |  |  |  |  |  |  |  |  |  |  |  |  |  |  |
|  |                                                               |  |  |  |  |  |  |  |  |  |  |  |  |  |  |  |
|  | Ядвіґа Софія Шведська                                         |  |  |  |  |  |  |  |  |  |  |  |  |  |  |  |
|  |                                                               |  |  |  |  |  |  |  |  |  |  |  |  |  |  |  |
|  |                                                               |  |  |  |  |  |  |  |  |  |  |  |  |  |  |  |
|  | Петро III (Карл Петер Ульріх Гольштейн-Готторп)               |  |  |  |  |  |  |  |  |  |  |  |  |  |  |  |
|  |                                                               |  |  |  |  |  |  |  |  |  |  |  |  |  |  |  |
|  |                                                               |  |  |  |  |  |  |  |  |  |  |  |  |  |  |  |
|  | Петро I                                                       |  |  |  |  |  |  |  |  |  |  |  |  |  |  |  |
|  |                                                               |  |  |  |  |  |  |  |  |  |  |  |  |  |  |  |
|  |                                                               |  |  |  |  |  |  |  |  |  |  |  |  |  |  |  |
|  | Анна Петрівна                                                 |  |  |  |  |  |  |  |  |  |  |  |  |  |  |  |
|  |                                                               |  |  |  |  |  |  |  |  |  |  |  |  |  |  |  |
|  |                                                               |  |  |  |  |  |  |  |  |  |  |  |  |  |  |  |
|  | Катерина І (Марта Гелена Скавронська)                         |  |  |  |  |  |  |  |  |  |  |  |  |  |  |  |
|  |                                                               |  |  |  |  |  |  |  |  |  |  |  |  |  |  |  |
|  |                                                               |  |  |  |  |  |  |  |  |  |  |  |  |  |  |  |
|  | Павло I                                                       |  |  |  |  |  |  |  |  |  |  |  |  |  |  |  |
|  |                                                               |  |  |  |  |  |  |  |  |  |  |  |  |  |  |  |
|  |                                                               |  |  |  |  |  |  |  |  |  |  |  |  |  |  |  |
|  | Іоанн Людвіг I                                                |  |  |  |  |  |  |  |  |  |  |  |  |  |  |  |
|  |                                                               |  |  |  |  |  |  |  |  |  |  |  |  |  |  |  |
|  |                                                               |  |  |  |  |  |  |  |  |  |  |  |  |  |  |  |
|  | Христіан Авґуст Ангальт-Цербстський                           |  |  |  |  |  |  |  |  |  |  |  |  |  |  |  |
|  |                                                               |  |  |  |  |  |  |  |  |  |  |  |  |  |  |  |
|  |                                                               |  |  |  |  |  |  |  |  |  |  |  |  |  |  |  |
|  | Крістіна Елеонора фон Цойч                                    |  |  |  |  |  |  |  |  |  |  |  |  |  |  |  |
|  |                                                               |  |  |  |  |  |  |  |  |  |  |  |  |  |  |  |
|  |                                                               |  |  |  |  |  |  |  |  |  |  |  |  |  |  |  |
|  | Катерина II (Софія-Августа-Фредеріка Ангальт-Цербст-Дорнбург) |  |  |  |  |  |  |  |  |  |  |  |  |  |  |  |
|  |                                                               |  |  |  |  |  |  |  |  |  |  |  |  |  |  |  |
|  |                                                               |  |  |  |  |  |  |  |  |  |  |  |  |  |  |  |
|  | Крістіан Авґуст Гольштейн-Готторп                             |  |  |  |  |  |  |  |  |  |  |  |  |  |  |  |
|  |                                                               |  |  |  |  |  |  |  |  |  |  |  |  |  |  |  |
|  |                                                               |  |  |  |  |  |  |  |  |  |  |  |  |  |  |  |
|  | Йоганна Єлизавета Гольштейн-Готторпська                       |  |  |  |  |  |  |  |  |  |  |  |  |  |  |  |
|  |                                                               |  |  |  |  |  |  |  |  |  |  |  |  |  |  |  |
|  |                                                               |  |  |  |  |  |  |  |  |  |  |  |  |  |  |  |
|  | Альбертіна Фредеріка Баден-Дурлах                             |  |  |  |  |  |  |  |  |  |  |  |  |  |  |  |
|  |                                                               |  |  |  |  |  |  |  |  |  |  |  |  |  |  |  |
|  |                                                               |  |  |  |  |  |  |  |  |  |  |  |  |  |  |  |
|  | Александер I                                                  |  |  |  |  |  |  |  |  |  |  |  |  |  |  |  |
|  |                                                               |  |  |  |  |  |  |  |  |  |  |  |  |  |  |  |
|  |                                                               |  |  |  |  |  |  |  |  |  |  |  |  |  |  |  |
|  | Фредерік Карл Вюртемберг-Вінненталь                           |  |  |  |  |  |  |  |  |  |  |  |  |  |  |  |
|  |                                                               |  |  |  |  |  |  |  |  |  |  |  |  |  |  |  |
|  |                                                               |  |  |  |  |  |  |  |  |  |  |  |  |  |  |  |
|  | Карл Александр                                                |  |  |  |  |  |  |  |  |  |  |  |  |  |  |  |
|  |                                                               |  |  |  |  |  |  |  |  |  |  |  |  |  |  |  |
|  |                                                               |  |  |  |  |  |  |  |  |  |  |  |  |  |  |  |
|  | Елеонора Юліана Бранденбург-Ансбах                            |  |  |  |  |  |  |  |  |  |  |  |  |  |  |  |
|  |                                                               |  |  |  |  |  |  |  |  |  |  |  |  |  |  |  |
|  |                                                               |  |  |  |  |  |  |  |  |  |  |  |  |  |  |  |
|  | Фредерік II                                                   |  |  |  |  |  |  |  |  |  |  |  |  |  |  |  |
|  |                                                               |  |  |  |  |  |  |  |  |  |  |  |  |  |  |  |
|  |                                                               |  |  |  |  |  |  |  |  |  |  |  |  |  |  |  |
|  | Ансельм Турн-унд-Таксіс                                       |  |  |  |  |  |  |  |  |  |  |  |  |  |  |  |
|  |                                                               |  |  |  |  |  |  |  |  |  |  |  |  |  |  |  |
|  |                                                               |  |  |  |  |  |  |  |  |  |  |  |  |  |  |  |
|  | Марія Августа Турн-унд-Таксіс                                 |  |  |  |  |  |  |  |  |  |  |  |  |  |  |  |
|  |                                                               |  |  |  |  |  |  |  |  |  |  |  |  |  |  |  |
|  |                                                               |  |  |  |  |  |  |  |  |  |  |  |  |  |  |  |
|  | Марія Людовіка з Лобковіц                                     |  |  |  |  |  |  |  |  |  |  |  |  |  |  |  |
|  |                                                               |  |  |  |  |  |  |  |  |  |  |  |  |  |  |  |
|  |                                                               |  |  |  |  |  |  |  |  |  |  |  |  |  |  |  |
|  | Софія Марія Доротея Авґуста Луїза Вертемберзька               |  |  |  |  |  |  |  |  |  |  |  |  |  |  |  |
|  |                                                               |  |  |  |  |  |  |  |  |  |  |  |  |  |  |  |
|  |                                                               |  |  |  |  |  |  |  |  |  |  |  |  |  |  |  |
|  | Філіпп Вільгельм Бранденбург-Шведтський                       |  |  |  |  |  |  |  |  |  |  |  |  |  |  |  |
|  |                                                               |  |  |  |  |  |  |  |  |  |  |  |  |  |  |  |
|  |                                                               |  |  |  |  |  |  |  |  |  |  |  |  |  |  |  |
|  | Фрідріх Вільгельм Бранденбург-Шведтський                      |  |  |  |  |  |  |  |  |  |  |  |  |  |  |  |
|  |                                                               |  |  |  |  |  |  |  |  |  |  |  |  |  |  |  |
|  |                                                               |  |  |  |  |  |  |  |  |  |  |  |  |  |  |  |
|  | Йоганна Шарлотта Ангальт-Дессау                               |  |  |  |  |  |  |  |  |  |  |  |  |  |  |  |
|  |                                                               |  |  |  |  |  |  |  |  |  |  |  |  |  |  |  |
|  |                                                               |  |  |  |  |  |  |  |  |  |  |  |  |  |  |  |
|  | Фредеріка Бранденбург-Шведтська                               |  |  |  |  |  |  |  |  |  |  |  |  |  |  |  |
|  |                                                               |  |  |  |  |  |  |  |  |  |  |  |  |  |  |  |
|  |                                                               |  |  |  |  |  |  |  |  |  |  |  |  |  |  |  |
|  | Фредерік Вільгельм I                                          |  |  |  |  |  |  |  |  |  |  |  |  |  |  |  |
|  |                                                               |  |  |  |  |  |  |  |  |  |  |  |  |  |  |  |
|  |                                                               |  |  |  |  |  |  |  |  |  |  |  |  |  |  |  |
|  | Софія Доротея Марія Прусська                                  |  |  |  |  |  |  |  |  |  |  |  |  |  |  |  |
|  |                                                               |  |  |  |  |  |  |  |  |  |  |  |  |  |  |  |
|  |                                                               |  |  |  |  |  |  |  |  |  |  |  |  |  |  |  |
|  | Софія Доротея Ганноверська                                    |  |  |  |  |  |  |  |  |  |  |  |  |  |  |  |
|  |                                                               |  |  |  |  |  |  |  |  |  |  |  |  |  |  |  |
|  |                                                               |  |  |  |  |  |  |  |  |  |  |  |  |  |  |  |

## Діяльність
Зайняв престол після вбивства свого батька Павла І в результаті палацового перевороту. В перші роки правління, побоюючись революційних виступів і частково під впливом своїх радників, серед яких були і українці (Віктор Кочубей, Михайло Сперанський, Василь Каразин), провів ряд ліберальних реформ (указ 1803 року про вільних хліборобів, указ про дозвіл купцям, міщанам і державним селянам купувати незаселені землі, відкриття Харківського і Санкт-Петербурзького університетів).

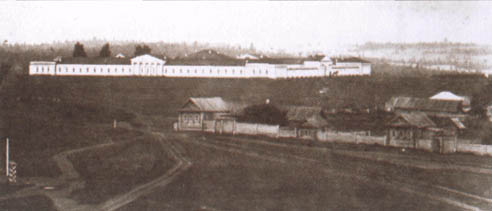
Іжевський арсенал

З другої половини 1824 року здійснив мандрівку по європейській частині країни. 3 жовтня прибув до Вятської губернії, відвідав село Дебьоси. Побував на Іжевському заводі, де на пам'ять отримав 2 мисливських рушниці та пару пістолетів. Того ж дня відвідав Арсенал. Заводу та командуванню дав високу оцінку. Зворотній шлях лежав маршрутом Зура-Балезіно-Полом-Глазов-Слободський-Вятка.

## Реформи Олександра І

### Початок реформ
Олександр I зійшов на російський престол, маючи намір здійснити радикальну реформу політичного ладу Російської імперії шляхом створення конституції, яка б гарантувала всім підданим особисту свободу та громадянські права. Він усвідомлював, що подібна «революція зверху» призведе фактично до ліквідації самодержавства і був в разі успіху готовий відійти від влади. Однак він також розумів, що потребує певної соціальної опори, допомоги однодумців. Йому необхідно було позбутися від тиску як з боку змовників, що повалили Павла, і тих, хто їх підтримував — «катерининських старих». Вже в перші дні після воцаріння Олександр оголосив, що керувати Росією буде «за законами й по серцю» Катерини II. 5 квітня 1801 він створив Неодмінну Раду — законодавчий орган при государі, який одержав право опротестовувати дії і укази царя. У травні того ж року Олександр вніс на розгляд Ради проєкт указу про заборону продажу селян без землі, але члени Ради дали зрозуміти імператору, що прийняття такого указу викличе бродіння серед дворян і призведе до нового державного перевороту. Після цього Олександр зосередив свої зусилля на розробці реформи в колі своїх «молодих друзів» (В. П. Кочубей, А. А. Чарторийський, А. С. Строганов, М. М. Новосильцев) у вигляді Негласного (Таємного) комітету. До часу коронації Олександра (вересень 1801 року) Неодмінною Радою було підготовлено проєкт «рос. Всемилостивейшей грамоти, Російському народові жалуемой», який мав би гарантувати основні громадянські права підданих (свобода слова, друку, совісті, особиста безпека, гарантія приватної власності, тощо), проєкт маніфесту з селянського питання (заборона продажу кріпосних селян без землі, встановлення порядку викупу селян у поміщика) і проєкт реорганізації Сенату. У ході обговорення проєктів оголилися гострі суперечності між членами Неодмінної Ради, і в результаті жоден з трьох документів не оприлюднили. Було лише оголошено про припинення роздачі державних селян у приватні руки. Подальший розгляд селянського питання призвів до появи 20 лютого 1803 року Указу про «вільних хліборобів», що дозволяв поміщикам відпускати селян на волю і закріплювати за ними землю у власність, аби створити категорію особисто вільних селян. Паралельно Олександр здійснював адміністративну реформу і реформу освіти.

### Другий етап реформ
У ці ж роки сам Олександр відчув смак влади і став знаходити переваги в самодержавному правлінні. Розчарування в найближчому оточенні змусило його шукати опертя в людях, особисто відданих йому і не пов'язаних з сановною аристократією. Він наближає до себе спочатку А. А. Аракчеєва, з 1810 року Олександр став проводити внутрішню політику, яка отримала назву «аракчеєвщина». Пізніше він наблизив до себе М. Б. Барклая де Толлі, що у 1810 році став військовим міністром, і М. М. Сперанського, якому Олександр доручив розробку нового проєкту державної реформи. Проєкт Сперанського припускав фактичне перетворення Росії на конституційну монархію, де влада государя була б обмежена двопалатним законодавчим органом парламентського типу. Реалізація плану Сперанського почалася в 1809 році, коли скасували практику прирівнювання придворних звань до цивільних і ввели освітній ценз для цивільних чиновників. 1 січня 1810 року було створено Державну Раду, яка замінила Неодмінну Раду. Передбачалося, що спочатку широкі повноваження Державної Ради будуть потім звужені після заснування Державної Думи. Протягом 1810-11 років у Державній раді обговорювали запропоновані Сперанським плани фінансової, міністерської та сенатської реформ. Реалізація першої призвела до скорочення бюджетного дефіциту, до літа 1811 року було завершено перетворення міністерств. Тим часом сам Олександр відчував сильний тиск придворного оточення, включно з членами його сім'ї, які прагнули не допустити радикальних реформ. Певний вплив на нього, мабуть, зробила і «Записка про давню і нову Росію» Н. М. Карамзіна, яка дала, очевидно, привід імператору засумніватися в правильності обраного ним шляху. Важливе значення мав фактор і міжнародного становища Росії: посилилась напруга у відносинах із Францією й необхідність підготовки до війни давали можливість опозиції трактувати реформаторську діяльність Сперанського як антидержавну, а самого Сперанського оголосити наполеонівським шпигуном. Все це призвело до того, що схильний до компромісів Олександр, хоча й не вірив у провину Сперанського, у березні 1812 року відправив його у відставку.

### Зовнішня політика
У зовнішній політиці він вивертався між Англією і Францією. Протягом 1805-07 років брав участь у 3-й і 4-й коаліціях проти наполеонівської Франції, зазнав поразки в битві під Аустерліцем (1805) і Фрідландом (1807), уклавши Тільзитський мир. Переміг у російсько-французькій війні 1812 року. Протягом 1813—1814 років Олександр І був учасником закордонних походів російської армії, одним із керівників Віденського конгресу 1814—1815 років і організаторів Священного союзу 1815 року. Олександр І вів успішні війни з Османською імперією (1806—1812 роки), Швецією (1808—1809 роки). За правління Олександра І до складу Російської імперії увійшли Грузія (1801 рік), Фінляндія (1809 рік), Бессарабія (1812 рік), Азербайджан (1813 рік), колишнє Варшавське герцогство (1815 рік). Уряд Олександра І проводив імперську політику щодо неросійських народів. Для зміцнення колоніальної адміністрації в Україні скасував виборність судових і адміністративних посад, посилив русифікацію шкільництва, придушував українську культуру.
19 квітня 1819 року іменним наказом імператора Олександра І був створений Азійський департамент — один із трьох департаментів міністерства закордонних справ Російської імперії, який займався справами східних держав, а також Туреччини і Греції.
Правління Олександра I також позначилося початком тісних зв'язків між Російською імперією та Сполученими Штатами. Росія ввозила з Америки бавовну, каву, рис, тютюн, цукор; США імпортували залізо, прядиво, смоли. За Олександра I до США прибули перші російські дипломати — Пален, Дашков.
17 квітня 1824 року була підписана Російсько-Американська конвенція щодо дружніх зв'язків, торгівлі, мореплавства та рибного лову.

## Родина, діти
У 1793 одружився з Луїзою-Марією-Августою зі швабської династії Церінгенів (баденська лінія), з нею мав 2-х дочок, які померли в ранньому дитинстві:
- Марія (18 (29) травня 1799 — 27 липня (8 серпня) 1800)
- Єлизавета (3 (15) листопада 1806 — 30 квітня (12 травня) 1808)

Стосунки з дружиною були прохолодними. Жив з Марією Наришкіною.
Був хрещеним батьком англійської королеви Вікторії.

## Смерть
Помер імператор у Таганрозі 19 листопада 1825 року від гострої хвороби, яка перебігала з гарячкою та ураженням мозку. Надалі виникла підозра, що це був черевний тиф, яким Олександр заразився під час попередньої поїздки у жовтні 1825 року до Криму. У традиційній історіографії притримуються саме цієї думки. Під час розтину, який зробив одразу після смерті імператора лейб-медик Я. Вілліє, знайшли гнійне запалення мозкових оболон (гнійний менінгіт), випіт до шлуночків, що показує тяжкість хвороби. Таке ускладнення можливе і при черевному тифі. На той час за відсутності антибіотиків такий гнійний менінгіт був безумовно смертельним. Швидкість перебігу хвороби, приховування достовірної інформації про розтин укупі з висловлюваннями про «втому» імператора від тягаря корони призвели до появи версії, що Олександр не помер, а кинув царювати та пішов жити до Сибіру відлюдником.

## Оцінки
Олександр Сергійович Пушкін так оцінював його діяльність:
|                                      | Властитель слабый и лукавый, Плешивый щеголь, враг труда, Нечаянно пригретый славой, Над нами царствовал тогда. |
| — Олександр Пушкін, «Євгеній Онєгін» | |

## Пам'ять
На його честь названі острів в Антарктиці, форт, вулиці, площі (зокрема Александерплац), парки у деяких містах Російської Федерації, Німеччини та Фінляндії.